# Sobór Podwyższenia Krzyża Pańskiego w Lublinie
Sobór Podwyższenia Krzyża Pańskiego – nieistniejący sobór prawosławny w Lublinie. 

## Historia

### Okres zaborów
Budowa soboru, który miał stać się główną świątynią prawosławną w mieście, rozpoczęto w 1870 według projektu gen. Chlebnikowa. Sobór został zlokalizowany na głównym placu Lublina (placu Litewskim). Po sześciu latach prac budowlanych gotowa cerkiew została poświęcona 18 października 1876. Świątynia była tytularną katedrą biskupów lubelskich, wikariuszy eparchii chełmsko-warszawskiej, rezydujących na stałe w Chełmie. 
Obiekt był utrzymany w stylu bizantyńsko-rosyjskim. Wejście do niego prowadziło przez przedsionek, ponad którym wznosiła się czteropiętrowa dzwonnica zwieńczona złoconą cebulastą kopułą z krzyżem. Podobne znajdowały się w czterech narożnikach nawy, największa w jej centralnym punkcie. Okna cerkwi oraz zdobiące ją blendy były półkoliste. Na kolejnych kondygnacjach dzwonnicy pomiędzy oknami znajdowały się półkolumny. 
28 maja 1916 świątynia została zmieniona w rzymskokatolicki kościół polowy wojsk austro-węgierskich, ceremonii jej powtórnego poświęcenia przewodniczył biskup polowy Emeryk Bjelik.

### Od 1918
Cerkiew została rozebrana w latach 1924–1925. Część pozyskanego materiału budowlanego wykorzystano na wzniesienie Domu Żołnierza. Później w miejscu, gdzie stał sobór, zbudowano fontannę. W czasie przebudowy placu Litewskiego w 2016 fundamenty soboru zostały sfotografowane, zabezpieczone i przykryte. Nad nimi została zbudowana nowa fontanna.